# バニョーロ・ピエモンテ
バニョーロ・ピエモンテ（伊: Bagnolo Piemonte）は、イタリア共和国ピエモンテ州クーネオ県にある、人口約5,900人の基礎自治体（コムーネ）。

## 地理

### 位置・広がり

#### 隣接コムーネ
隣接するコムーネは以下の通り。括弧内のTOはトリノ県所属を示す。
- バルジェ
- ビビアーナ (TO)
- カヴール (TO)
- クリッソーロ
- オスターナ
- ルゼルナ・サン・ジョヴァンニ (TO)
- ロラ (TO)
- ヴィッラール・ペッリチェ (TO)

## 行政

### 分離集落
バニョーロ・ピエモンテには、以下の分離集落（フラツィオーネ）がある。
- Montoso, Rucas, Villaretto, Villar

## 姉妹都市
- ヴィッラシミーウス - イタリア